# Gavin Bryars
Richard Gavin Bryars (Goole, 16 gennaio 1943) è un compositore e contrabbassista inglese.

## Biografia
È stato attivo, o ha prodotto lavori, in numerosi stili musicali, tra cui jazz, minimalismo, musica sperimentale, avanguardia e neoclassicismo. È stato il fondatore della Portsmouth Sinfonia, esperimento per coinvolgere gli studenti consistente in una bizzarra orchestra di musicisti che non sapevano suonare il proprio strumento.
Bryars è sposato con Anna Tchernakova, una regista e produttrice russa, e hanno tre figlie ed un figlio.

## Lavori
- Mr. Sunshine (per tastiere e pf preparato; prima rappresentazione: Kingston College of art, 13 dicembre 1968)
- The Sinking of the Titanic (1969, prima rappresentazione: Queen Elizabeth Hall, Londra 1972)
- Jesus' Blood Never Failed Me Yet (per nastro magnetico e ensemble), 1972
- Medea  (Opera, libretto da Euripide)  1982, rivisto nel 1984 e nel 1995
- CIVIL WarS   (Opera incompleta in collaborazione con Robert Wilson), 1984 .
- String Quartet N.1 Between the National and the Bristol, 1985.
- Cadman Requiem (Dedicato a Bill Cadman), 1989
- String Quartet N. 2, 1990.
- A Man in a Room, Gambling per voce recitante e quartetto d'archi (Testo: Juan Muñoz), 1992
- The North Shore per viola e piano, 1993
- Three Elegies for Nine Clarinets, 1994
- Cello Concerto, Farewell to Philosophy, 1995.
- Adnan Songbook, 1996.
- String Quartet no.3, 1998
- Biped - music for the dance by Merce Cunningham, 1999
- G (Being the Confession and Last Testament of Johannes Gensfleisch, also known as Gutenberg, Master Printer, formerly of Strasbourg and Mainz) Opera, 2002[2]
- Nothing like the Sun - 8 Shakespeare sonnets per soprano, tenore, voce recitante, 8 strumenti, 2007
- Piano Concerto ("The Solway Canal"), 2010